# Razze di StarCraft
La trama della saga di videogiochi strategici in tempo reale della serie StarCraft è fondata sul conflitto fra tre diverse razze: i Terrestri, umani esiliati dalla Terra; gli Zerg, alieni xenomorfi iperevoluti, capaci di infestare e assimilare quasi tutte le specie che incontrano, e i Protoss, nobile razza aliena dotata di avanzate tecnologie e poteri psionici. Protoss e Zerg sono correlati ad una quarta razza dai poteri pressoché divini, gli Xel'Naga, che si è misteriosamente estinta migliaia di anni prima dell'inizio della storia.

## Xel'Naga
Gli Xel'Naga furono una civiltà aliena millenaria con una dedizione particolare per creare, far crescere e migliorare nuove specie, attraverso vari esperimenti aventi, come scopo, la creazione di una specie dalla biologia perfetta, secondo i criteri degli Xel'Naga.
Vengono modificati i Protoss, una razza umanoide con forti poteri psionici (psichici) con i quali convivono per lungo tempo creando insieme a loro una fiorente civiltà. Inizialmente quasi perfetti, i Protoss entrano presto in conflitto fra di loro cadendo nella barbarie e recuperando la civiltà solo millenni più tardi, grazie alla comparsa di una guida spirituale di nome Khas.
Delusi dai Protoss, gli Xel'Naga abbandonano il pianeta natale di questi, Aiur, e dopo essersi spostati presso un pianeta vulcanico denominato Zerus, modificarono geneticamente un anellide autoctono capace di assorbire il materiale genetico dalle altre specie di Zerus, selezionandone i pregi e scartandone i difetti, dando origine a uno Sciame di esseri di una nuova specie, gli Zerg. In pochi anni, gli Zerg assimilarono tutte le specie di Zerus, che si trasformarono in orride creature assassine, coperte di squame, corna e lame. Gli Xel'Naga tentarono di guidare lo sviluppo dello Sciame tramite la creazione dell'Unica Mente, una specie di coscienza collettiva, che però era troppo evoluta per lasciarsi controllare a sua volta. Alla fine essa guidò le sue creature contro gli Xel'Naga, distruggendoli. Nel farlo, l'Unica Mente venne a conoscenza dell'esistenza dei protoss e della tecnologia del salto iperspaziale. Da quel momento, il suo obiettivo è assorbire le peculiarità dei protoss nello sciame per creare l'essere perfetto.
Con Starcraft 2, è stato rivelato di più sull'estinta razza degli Xel'Naga. Essi rappresentano l'apice dell'evoluzione della vita "biologica" e come tali possiedono facoltà praticamente divine agli occhi delle altre specie, inclusi i Protoss. Gli Xel'Naga seguono un ciclo di vita complesso. Per motivi ignoti, una volta che una razza si evolve fino a entrare a far parte degli Xel'Naga avendo raggiunto l'apice dell'evoluzione, essa diventa sterile. Gli Xel'Naga quindi, seppur caratterizzati da lunga vita e poteri pressoché "infiniti", sono destinati ad estinguersi. Ma prima che ciò accada essi seminano la vita su innumerevoli mondi. In questo modo danno origine a moltissime altre nuove specie, una delle quali eventualmente evolverà nel corso dei millenni fino a raggiungere l'apice, e diventando quindi la nuova incarnazione degli Xel'Naga. Questa nuova incarnazione a sua volta seminerà essa stessa i germi della vita nell'universo prima di estinguersi nuovamente. Questo è il cosiddetto "ciclo degli Dei".
Sono numerose le ombre e i misteri sugli Xel'Naga. In particolare essi sembrano essere in qualche modo slegati dal tempo, o almeno di viverlo in maniera diversa (lo stesso fatto di non rifiutare la morte ne è la prova). Molti degli eventi in Starcraft sono stati predetti da generazioni di Xel'Naga molto antiche. Forse fu ancora la prima generazione a mettere piede in questo universo, quella che bandì le entità del vuoto che lo abitavano rendendolo adatto a sostenere la vita biologica; l'eterna storia degli Xel'Naga in effetti ha origine ben prima del nostro universo, che è stato colonizzato relativamente tardi dal loro punto di vista.
Sembrano inoltre legati dal concetto di forma/idea in senso platonico, dal momento che nel corso del tempo innumerevoli specie si sono evolute fino a diventare Xel'Naga. Da questo punto di vista essi parrebbero più simili a un ideale di perfezione, e in tal senso meritando in un certo senso il titolo di divinità. Ciò che è noto è che vi sono due requisiti essenziali affinché una razza evolva in Xel'Naga: la purezza della forma (legata in qualche modo al pensiero/capacità psioniche) e la purezza dell'essenza (legata invece al corpo o piuttosto alla totalità della razza in sé). Dal momento che i protoss possiedono la prima e gli zerg la seconda, è abbastanza chiaro che la prossima incarnazione degli Dei passa necessariamente attraverso la fusione delle due specie. Gli eventi di Starcraft quindi sarebbero frutto di un'entità ostile agli Xel'Naga, la quale ha manipolato gli Zerg affinché distruggessero i Protoss, spezzando quindi per sempre il ciclo degli Dei e decretando la fine della vita nell'universo. Forzando inoltre un'ibridazione artificiale delle due specie, quest'entità negativa vorrebbe assicurarsi dei servitori che possiedono molti dei poteri degli Xel'Naga (senza però esserlo).
In questo complesso quadro, l'inserimento dei Terrestri nella vicenda rappresenta un'incognita, una variabile impazzita mediante la quale il Fato o piuttosto qualcuno (gli Xel'Naga?) ha fornito una possibilità di salvezza alla vita del nostro universo.

## Terrestri
I Terrestri (Terran nella versione originale in inglese, e in Remastered) sono la razza umana, di origine terrestre e di stampo culturale post-statunitense. Risiedono su pianeti lontanissimi dalla Terra, che hanno abbandonato diversi secoli fa. I primi Terran erano criminali terrestri, mandati in esilio su 4 navi colonizzatrici, che si persero nello spazio secoli fa, emergendo infine nel settore Koprulu, che oggi è dominato dagli Zerg. Le varie fazioni terrestri sono perennemente in lotta tra di loro, impegnate in un'eterna contesa per le risorse. Solo molto tardi nella storia fanno la comparsa gli umani nativi della Terra, che irrompono nel settore decisi a conquistare tutto e tutti (zerg, terrestri coloni, protoss) tramite una potente spedizione militare. Il governo della Terra è in effetti la fazione militarmente più potente, soprattutto perché grazie alla grande distanza che lo separa dal settore Koprulu non ha mai subito invasioni o distruzioni. Per contro la distanza ne limita anche la capacità operativa, rendendolo una sottofazione non particolarmente influente nella complessa trama di Starcraft.
Nell'universo di Starcraft la democrazia e i diritti civili sono un ricordo del passato, anche se pochi individui idealisti ancora lottano per essi. Tutti i governi Terrestri sono di stampo prevalentemente oligarchico o totalitarista e di norma sono fortemente militaristi. Propaganda, censura e condizionamento mentale sono pratiche comuni. Infatti, la fanteria terrestre è in parte composta da criminali sottoposti a ricondizionamento mentale. Rari sono i casi di libero arruolamento nella fanteria, poiché il tempo di sopravvivenza delle truppe terrestri in azione è molto breve. Allo stesso tempo tuttavia, il versatile esercito terrestre è composto anche da unità altamente addestrate e specializzate come i piloti di Wraith (caccia stellari, noti anche come Spettri), i piloti di Goliath (mech) e Vikings (mech versatili e in grado di fornire sia supporto a terra che in aria) e i famosi Fantasmi (super soldati psichicamente dotati).
L'umanità di Starcraft sta vivendo un periodo di transizione dal punto di vista evolutivo. Infatti, sempre più umani si scoprono dotati di poteri psionici, anche se non così avanzati come quelli riscontrabili nei Protoss. Nella stragrande maggioranza dei terrestri tuttavia, questi poteri sono ancora sopiti, e sono destinati a manifestarsi solo nelle future generazioni. Questo potenziale psionico ancora inespresso li rende appetibili agli Zerg, interessati ad assorbire questa peculiarità nello sciame (l'assorbimento dell'umanità renderebbe più facile l'assorbimento dei protoss, che è il loro fine ultimo).
I Terrestri sono fisicamente più deboli in confronto ai loro rivali Protoss e Zerg. Sono inoltre vulnerabili nel corpo a corpo.
La loro tecnologia è ovviamente inferiore agli avanzatissimi Protoss, ma è molto funzionale e dimostra la sua efficacia in combattimento: anche nel lontano futuro utilizzano principalmente armi da fuoco e armi balistiche come missili e testate nucleari, ma hanno anche sviluppato una tecnologia laser, utilizzata prettamente dalle loro astronavi che sono anche in grado di muoversi nello spazio aperto.
Le caratteristiche peculiari che comunque li parificano ai nemici sono la loro estrema adattabilità al territorio (gli edifici principali sono in grado di decollare e spostarsi in zone meglio difendibili o ricche di risorse). Un'altra caratteristica rilevante è il fatto che quasi tutte le unità terrestri sono dotate di abilità speciali, innate o ricercabili presso gli edifici, che usate propriamente sono in grado di cambiare il corso di una battaglia. In generale, tutte le unità terrestri sono più "specializzate" in uno specifico ruolo, rispetto a quelle protoss e zerg generalmente più polivalenti. Talvolta questo si traduce nell'avere unità efficaci solo in determinati momenti di una partita e scarsamente utili una volta ammassate, ma dato che uno scontro raramente si decide con una singola battaglia definitiva, spesso un paio di queste unità specializzate possono creare ingenti danni in qualunque momento se l'avversario non se ne avvede.
I Terrestri sono noti per le loro grandi capacità nel combattimento a medio-lungo raggio (ad esempio con l'ausilio dei Carri armati in modalità d'assedio/artiglieria). I comandanti terrestri inoltre sono soliti sfruttare gli edifici per costruire barriere artificiali che impediscano alle unità corpo a corpo avversarie di entrare in contatto con quelle terrestri (strategia, questa, nata nella comunità multiplayer e poi inserita da Blizzard nelle peculiarità della razza).
I punti deboli di questa razza sono da ricercarsi nella scarsa resistenza fisica e potenza di fuoco rispetto ai protoss, e nella minore velocità e numero di unità dispiegabili rispetto agli zerg. Subiscono molto il combattimento corpo a corpo che preferiscono evitare, ma sono dotati di moltissime unità semplici con attacco a distanza. Questo costringe i comandanti avversari ad ingaggiare grandi schieramenti di fanteria terrestre con cautela, onde evitare il rischio di perdere tutte le unità corpo a corpo prima che queste raggiungano il bersaglio (ciò è ancora più vero in caso di presenza di postazioni di artiglieria attive). Il loro punto forte è costituito dalla possibilità di effettuare rapide riparazioni e medicazioni sul campo. Ogni unità può essere riportata in piena efficienza in pochi secondi. Un altro vantaggio non indifferente sta nella capacità di rilevare unità invisibili per pochi secondi in qualunque luogo della mappa. L'attacco nucleare inoltre non ha eguali nelle abilità delle altre specie, e anche quando l'avversario riesce ad evitare i danni, l'attacco provoca molta frustrazione nei giocatori che si trovano a vivere costantemente sotto la sua minaccia.

## Zerg
Gli Zerg sono una razza, i cui principali antagonisti sono i Protoss. L'intera massa degli Zerg presenti nell'Universo di StarCraft prende il nome di Sciame. Il loro pianeta natale è Zerus, tuttavia lo sciame è un'entità nomade che, partito alla ricerca dei protoss, ha lasciato una scia di morte e distruzione nell'universo fino ad approdare nel settore Koprulu, occupato principalmente dagli umani. Ora il loro mondo principale è Char, sebbene mantengano una massiva presenza anche sul lussureggiante Aiur e una più discreta su numerosi altri mondi minori.
Lo sciame era in origine organizzato in covate, ognuna governata da un Cerebrato, ovvero il tramite fra le creature Zerg e l'Unica Mente: un'entità senziente unica che è in grado così di controllare tutte le creature Zerg. L'Unica Mente e i Cerebrati sono gli unici zerg con piena consapevolezza. Le genie minori invece, possiedono solo le facoltà mentali sufficienti per svolgere i loro compiti. Le comunicazioni avvengono con una sorta di legame psichico condiviso da tutti gli zerg. I cerebrati non sopravvivono a lungo in assenza di un'Unica Mente. Di fatto, allo stato attuale tutti i cerebrati sono morti in seguito alla distruzione dell'Unica Mente e di tutte quelle che sono nate in seguito (eccetto il Cerebrato al servizio di Kerrigan). Il controllo dello sciame perciò è stato ereditato da Sarah Kerrighan (conosciuta anche come la Regina delle Lame), che in origine era una terrestre dotata di poteri mentali particolarmente elevati, in seguito convertita in zerg dopo esser stata abbandonata dal resto dell'esercito e assimilata dagli Zerg. Sebbene conservi ricordi umani, ha ampiamente dimostrato di non conservare alcuna umanità e di considerarsi in tutto e per tutto parte degli Zerg.
Gli zerg sono stati paragonati da alcuni terrestri alla forza stessa della natura, infatti non fanno uso di tecnologia, non in senso stretto, poiché tutte le loro unità e strutture sono biologiche. Ogni necessità dello sciame viene raggiunta attraverso la manipolazione genetica delle creature che ve ne fanno parte. Ogni creatura zerg è specializzata in un ruolo/compito, eppure tutte sono zerg e tutte si integrano perfettamente l'una con l'altra. Anche gli 'edifici' sono in effetti creature viventi. Sebbene non facciano uso di tecnologia, gli zerg sono perfettamente in grado di capirla. Sono numerosi gli esempi di tecnologia (porte automatiche, computer, astronavi, armi) di cui gli zerg sono riusciti a prendere il controllo.
Gli zerg sono in grado di sopravvivere nello spazio aperto e in condizioni ambientali critiche come nei mondi vulcanici. Sembra che addirittura li prediligano, perché le alte temperature ne velocizzano il metabolismo. Anche la loro intelligenza è stata fonte di dibattito. Nonostante durante i primi contatti con le avanguardie dello sciame, gli umani li abbiano scambiati per alieni selvaggi privi di logica, è ormai sotto gli occhi di tutti che gli zerg nel loro insieme siano estremamente intelligenti.
In battaglia, sono in grado di sviluppare numerose strategie insidiose ed efficaci, colpendo preferibilmente il nemico nei suoi punti tatticamente deboli ed adottando spesso e volentieri strategie di logoramento psicologico, col fine di far crollare il morale dei nemici. Per contro, gli zerg non tengono morale di sorta, combattono con lo stesso accanimento sia in condizioni di vittoria che di sconfitta.
Quando attaccati, gli zerg reagiscono come un gruppo coordinato, elaborando istantaneamente strategie in base alla minaccia e alla composizione del gruppo zerg in questione, il che lascia supporre che ogni singolo zerg sia dotato di un certo intelletto. Eppure, se presi singolarmente, il comportamento di questi organismi è in tutto e per tutto simile a quello di bestie selvagge. Il singolo zerg non possiede alcun istinto di auto preservazione. Ciò significa che se gli viene comandato, la singola unità zerg si sacrifica per il bene dello sciame. A ulteriore dimostrazione di ciò, numerose creature zerg possiedono attacchi suicidi. Alcuni esperimenti terrestri hanno dimostrato che uno zerg lobotomizzato, si comporta sì alla stregua di una fiera selvaggia, ma è tuttavia attirato dalle emanazioni psichiche. Zerg lobotomizzati vengono talvolta utilizzati dai Terrestri per andare a "caccia" di terrestri psichicamente dotati. Gli zerg si spostano nell'iperspazio attraverso la capacità di creare immensi tunnel spaziali, all'interno dei quali si riversano le singole creature zerg per poi riemergere dall'altro lato.
Le armi offensive zerg sono di norma costituite da lame e proiettili ossei, getti di acidi altamente corrosivi, sostanze esplosive altamente instabili, nonché un ampio numero di simbionti e parassiti di varia natura ed effetto, in grado di provocare i più disparati effetti sul nemico. Sul campo di battaglia gli zerg preferiscono impiegare un ingente numero di piccole creature dal basso costo ed efficacia ma molto rapide negli spostamenti e facili e veloci da rimpiazzare. Sono inoltre in grado di sotterrarsi rendendosi invisibili. Gli zerg prediligono quindi l'accerchiamento, attirando gli avversari in trappole ed imboscate dove grazie ai loro grandi numeri travolgono il nemico.
I comandanti nemici devono sempre prestare la massima attenzione agli spostamenti, poiché venire accerchiati equivale spesso a venire annientati. Sempre in virtù della loro velocità, i giocatori zerg effettuano molto spesso degli hit & run (colpisci e ritirati), continuando a mantenere alta la tensione nel nemico e cercando di attirare le singole unità nemiche fuori posizione al fine di accerchiarle (e ucciderle) o aggirarle (puntando direttamente verso obiettivi sensibili come gli estrattori prima che queste ripieghino a difenderli). La loro produzione, pur centralizzata, è ottimizzata in parallelo. Sono perciò in grado di produrre diverse unità contemporaneamente, fin dall'inizio della partita. Questo aspetto, insieme al basso costo, porta spesso a strategie di "macrogame" dove uno zerg attacca senza tregua l'avversario con numerose unità poco costose, non dandogli il tempo materiale di rimpiazzare le perdite subite fino ad ottenere il crollo del fronte. Tale strategia ha dato origine al neologismo inglese "zerging" (il cui corrispondente in italiano è "zergare") con quale si intende "travolgere l'avversario con grandi numeri, senza badare al coordinamento o alla qualità dei singoli elementi". Il termine si sta imponendo sempre di più, anche fuori dall'ambito videoludico. Dal punto di vista tecnico lo zerging è stato storicamente uno degli aspetti più critici ed ardui nel bilanciamento multiplayer di StarCraft.

## Protoss
I Protoss sono una razza di giganti umanoidi vagamente atlantidea: Hanno due occhi luminosi, gambe digitigrade, pelle semi-permeabile coperta di scaglie e quattro dita. I Protoss non hanno bocca e naso e sembra si nutrano di energia solare. 
I Protoss furono inizialmente trovati da Amon e dai suoi seguaci che ne implementarono l'evoluzione e portarono i Protoss a diventare diffidenti dei loro creatori. Costretto a fuggire Amon si porto dietro un gruppo di fanatici chiamati Tal'darim che lo serviranno per migliaia di anni.
Nel frattempo gli altri Protoss piombarono nell'eone del conflitto una lunga serie di guerre civili che vedeva le varie tribù uccidersi a vicenda e che termino solo quando uno scienziato di nome Khas, usando dei cristalli Khaydarin, riuscì a creare un legame psichico tra tutti i Protoss che divenne la base per la nuova filosofia, il Khala.
Approssimativamente intorno al 1500 della datazione Terran il Conclave tentò di sterminare gli eretici che si erano tolti deliberatamente dal Khala e che divennero poi noti come Templari Oscuri. Ordinarono all'Esecutore Adun di ucciderli, ma lui rifiutò, insegnando loro a nascondersi dal Conclave. Eventualmente essi persero il controllo dei loro poteri allertando il Conclave. Furono segretamente esiliati su una nave Xel'naga.
Nel 2499 i Protoss vennero a conoscenza di una minaccia xenomorfa, gli Zerg, un'altra specie aliena creata dagli Xel'naga. Il Conclave inviò Tassadar e una spedizione per distruggere i mondi Terran infestati. Le forze di Tassadar fallirono nella missione e i resti viaggiarono fino a Char dove strinsero un'alleanza con il Prelato Oscuro Zeratul. Nel frattempo la maggior parte dello sciame Zerg attacco Aiur. I Protoss stavano perdendo la battaglia quando Tassadar e Zeratul arrivarono causando una guerra civile che vide la fazione di Tassadar vincere. Senza più ostacoli da parte del Conclave egli si sacrificò per uccidere l'Unica Mente. Il 70% dei Protoss su Aiur morì durante la caduta.
I Protoss partirono per Shakuras, dove si riunirono con i Templari Oscuri. Nel 2506 con il completamento dell'Armata D'Oro tentarono di riconquistare Aiur, ma fallirono perché Amon usò il Khala per prendere il controllo dei Templari.
I Protoss possiedono una cultura filosofale a cui aderiscono rigidamente da mille anni, quelli che l'hanno rifiutata come i Nerazim sono sempre stati considerati eretici. I Protoss sono considerati una razza guerriera anche se non sono costantemente in guerra. Comunicano con un linguaggio mentale chiamato Khalani ma solo i Nerazim lo usano in modo scritto.
I Protoss non hanno una religione anche se un tempo veneravano gli Xel'naga come dei e molti li definiscono come tali ancora oggi.
I Protoss non sono sempre stati un popolo unito e storicamente si sono divisi in:
- Daelaam (giudici, templeri e khalai): I leader dell'Impero Protoss e per molto tempo la fazione principale.
- Nerazim o Templari Oscuri: Sono quei Protoss che hanno rifiutato il Khala e vivono su Shakuras.
- Tal'darim: Fanatici che hanno servito Amon per millenni, vivevano su Slayn.

La tecnologia Protoss è una fusione di componenti mentali e materiali e la sua base è il cristallo, ha inoltre dimostrato di essere enormemente più avanzata di quella di molte altre specie. Dispongono del teletrasporto e data la loro scarsa popolazione usano molto spesso armi robotiche. L'arma più comune usata dai guerrieri Protoss è la Lama Psionica che si trova nel polso.